# Championnat du Maroc masculin de volley-ball
Le Championnat du Maroc de volley-ball, appelée aussi Super Ligue de volley-ball, comprend les meilleurs clubs au Maroc de volley-ball masculins.

## Clubs engagés
- Wydad Athletic Club
- Fath Union Sports
- Tihad Sportive de Casablanca
- Sporing Club Chabab Mohammédia
- Association Sportive des FAR
- Ittihad Riadhi de Tanger
- Raja Club Athletic
- Difaâ Hassani d'El Jadida
- CODM de Meknès
- OCY de Youssoufia
- ECAC

## Palmarès
- 1938 : OM Rabat
- 1941 : US Athlétique
- 1944 : ASPTT Casablanca
- 1946 : IC Marocaine
- 1952 : Banque US
- 1956 : CC Casablanca
- 1957 : CC Casablanca (2)
- 1958 : CC Casablanca (3)
- 1959 : Banque US (2)
- 1960 : CN Rabat
- 1961 : Banque US (3)
- 1962 : Wydad Athletic Club
- 1963 : CC Casablanca (4)
- 1964 : CC Casablanca (5)
- 1965 : CC Casablanca (6)
- 1966 : Wydad Athletic Club (2)
- 1967 : Wydad Athletic Club (3)
- 1968 : Wydad Athletic Club (4)
- 1969 : Wydad Athletic Club (5)
- 1970 : CS Casablanca (7)
- 1971 : Wydad Athletic Club (6)
- 1972 : Wydad Athletic Club (7)
- 1973 : Wydad Athletic Club (8)
- 1974 : Wydad Athletic Club (9)
- 1975 : Wydad Athletic Club (10)
- 1976 : Wydad Athletic Club (11)
- 1977 : Wydad Athletic Club (12)
- 1978 : Wydad Athletic Club (13)
- 1979 : Wydad Athletic Club (14)
- 1980 : Wydad Athletic Club (15)
- 1981 : Wydad Athletic Club (16)

- 1989 : Raja-Odep

- 1994 : Raja-Odep (2)
- 1995 : Raja-Odep (3)
- 1996 : Wydad Athletic Club (17)
- 1997 : Wydad Athletic Club (18)
- 1998 : Wydad Athletic Club (19)
- 1999 : FUS de Rabat
- 2000 : FUS de Rabat (2)
- 2001 : Samir Mohammédia
- 2002 : TS Casablanca
- 2003 : FUS de Rabat (3)
- 2004 : TS Casablanca (2)
- 2005 : FAR de Rabat
- 2006 : FUS de Rabat (4)
- 2007 : Chabab Mohammédia
- 2008 : Chabab Mohammédia (2)
- 2009 : FUS de Rabat (5)
- 2010 : Chabab Mohammédia (3)
- 2011 : Ittihad Tanger (1)
- 2012 : TS Casablanca (2)
- 2013 : Ittihad Tanger (2)
- 2014 : FAR de Rabat (2)
- 2015 : Ittihad Tanger (3)
- 2016 : FAR de Rabat (3)
- 2017 : Ittihad Tanger (4)
- 2018 : FAR de Rabat (4)
- 2019 : FAR de Rabat (5)
- 2020 : FAR de Rabat (6)
- 2021 : CODM de Meknès
- 2022 : CODM de Meknès[1] (2)
- 2023 : FUS de Rabat (6)
- 2024 : FUS de Rabat (7)